# 德国岸防舰列表

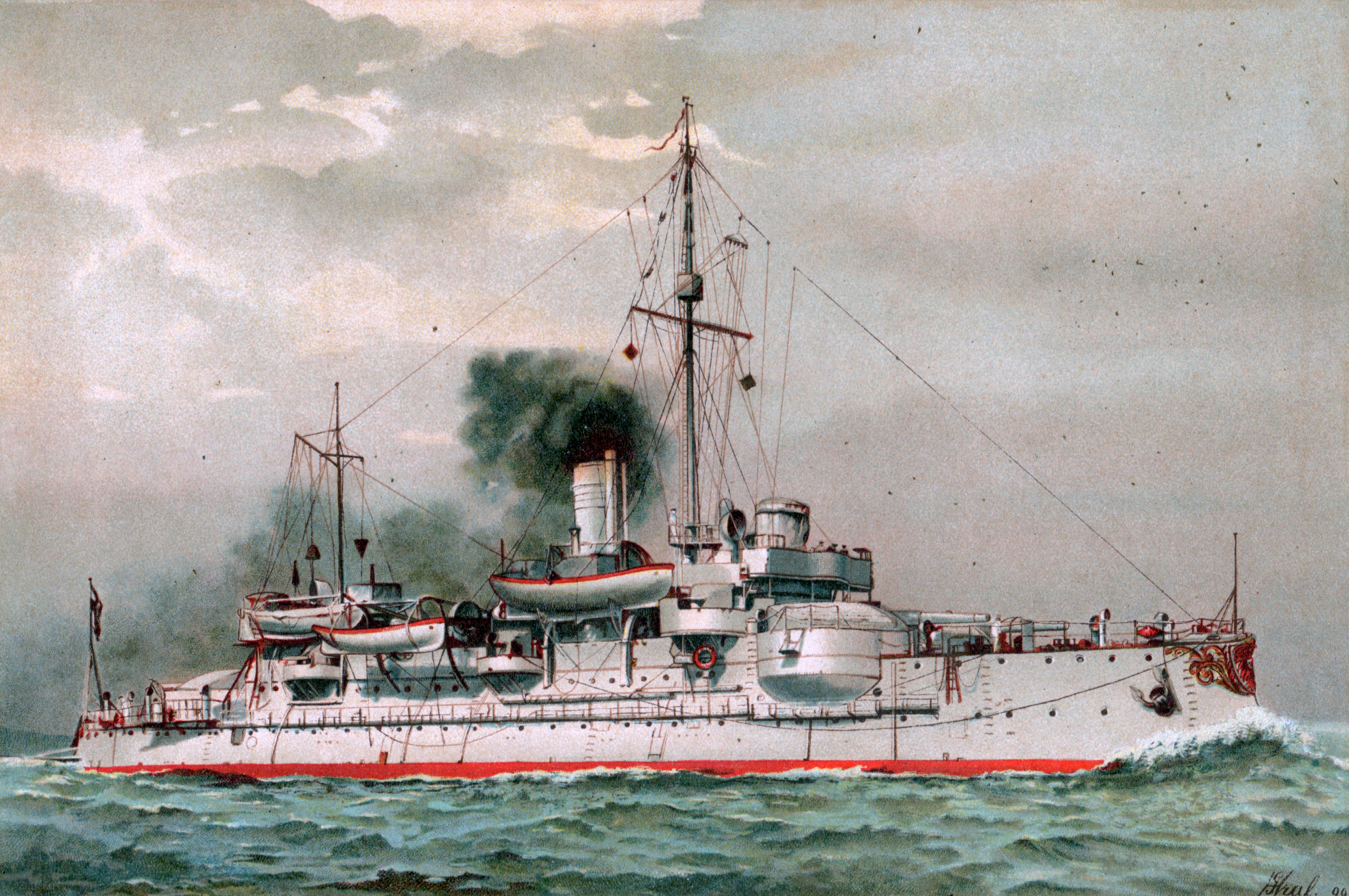
1902年哈根号的石版画

德国岸防舰列表包含所有德意志帝国海军在1880年代至1890年代初建造的岸防舰。在1880年代前后，德意志帝国海军建造一系列岸防舰，以保护其在北海和波罗的海的海岸线。在1870年代至1880年代早期，德意志帝国海军建造许多各种设计的铁甲舰。然而，在1880年代中期，由于对萨克森级铁甲舰性能上的不满，以及绿水学派的兴起，时任帝国海军司令列奥·冯·卡普里维放弃大规模主力艦的建造，转而青睐岸防舰和鱼雷艇。因此，下一代大型军舰齐格弗里德级要比早期的铁甲舰小得多，而且装备的主炮只有3门大口径火炮。这些舰只被用来保卫德国港口。其中6艘建于1888年至1894年间。另外两艘奥丁级岸防舰在1892年至1896年间的建造过程中针对前级进行设计改进。
1898年至1904年间，所有8艘岸防舰都进行大规模现代化改造，包括延长舰体，并为其配备新的锅炉。1914年8月第一次世界大战开始时，所有8艘舰只都被短暂调派到第六战列分舰队。然而到1915年8月后，她们又因为舰体老旧而陆续退役，并被降格为次要角色。1919年战争结束后，所有这些舰只都从海军序列中除籍，随后报废。其中三艘，伏里施乔夫号、奥丁号和埃吉尔号被改装成商船，服役到1930年前后。其余几艘在1920年代早期被拆解。
这些岸防舰结果只是暂时改变德国舰队的发展方向。1888年，在齐格弗里德级和奥丁级还没有开建之前，卡普里维就被选中来取代奥托·冯·俾斯麦的德国总理之职，后者被刚登基的德皇威廉二世逼迫离开这个位置，而卡普里维后来又被亚历山大·冯·蒙茨海军中将所取代。蒙茨是一位资深海军军官，他并不支持卡普里维之前拟定的海防政策，并提议建造4艘新的10,000公噸（9,800長噸；11,000短噸）勃兰登堡级战列舰。这几艘舰艇取代卡普里维计划中的最后两艘岸防舰。这使德国在接下来的二十年里走上建造大型远洋战列舰的道路。事实上，阿尔弗雷德·冯·提尔皮茨曾把从齐格弗里德级和奥丁级开始建造，直到1898年第一个海军法通过的这段时期描述为“荒废的十年”。然而由于全部订单被分配给德国本土几家不同的船厂履行，这批舰只完工后，德国船厂的海军舰只建造能力得到提升。另外，大批海军官兵通过在齐格弗里德级和奥丁级舰只上受训而得以成长起来。
| 武装     | 主要武器的数量和类型                       |
| 装甲     | 甲板装甲的厚度                             |
| 排水量   | 战斗满载排水量                             |
| 推进器   | 轴的数量、推进系统的类型和可提供的最高航速 |
| 成本     | 造舰费用                                   |
| 服役     | 舰只开建和结束建造的日期以及其最终结局     |
| 龙骨敷设 | 开始敷设龙骨的日期                         |
| 交付日期 | 舰只交付使用的日期                         |
| 结局     | 舰只最终结局（例如沉没、拆解）             |

## 齐格弗里德级

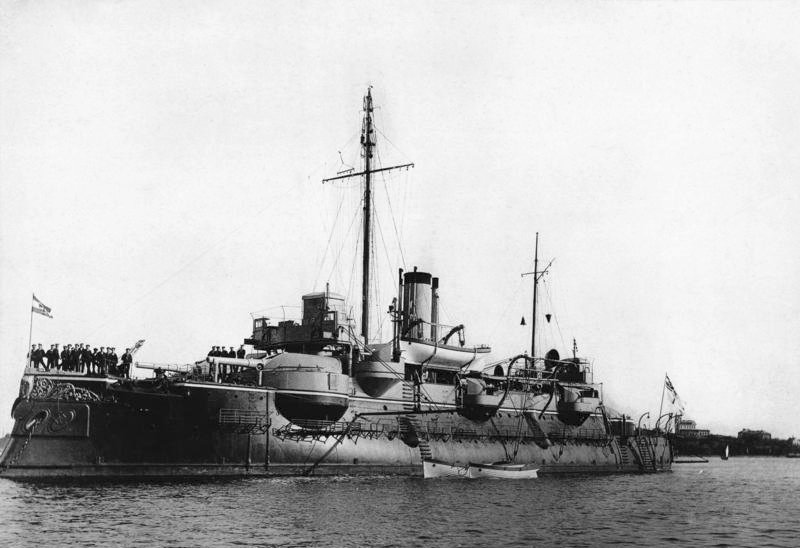
停泊中的贝奥武夫号

1883年，列奥·冯·卡普里维将军接任帝国海军司令后，抛弃其前任阿尔布雷希特·冯·斯托施的舰队发展政策，转而支持建立一支能够保卫德国海岸的舰队。为此，他呼吁建造新的沿海防御舰艇。这种舰艇目标是比黄蜂级炮艇大，但比萨克森级铁甲舰要小。她们需要同时具有足够的作战半径，以支持在北海地区沿岸执行巡防任务，又装备有足够的火力和装甲，可以与大型的外国战舰进行交战。卡普里维目标建造10艘这样的舰只，但最终只建造8艘，前6艘就是齐格弗里德级。
这6艘齐格弗里德级舰只在整个1890年代被用于舰队演习，直到世纪末陆续接受改造。这一系列现代化改造包括改装锅炉和舰体加长，这两项变化最终都提高舰只的航速。1914年8月第一次世界大战爆发时，她们被重新编入现役，但只持续一年左右。1915年8月后，这批岸防舰被陆续正式退役，开始承担宿舍船这样的次要角色。除了伏里施乔夫号，本级所有舰只都在战争结束后拆解。伏里施乔夫号被改造成一艘商船，一直运营至1930年拆解。
| 舰名           | 武装                  | 装甲           | 排水量                 | 推进器                                               | 成本              | 服役     | 服役           | 服役                       |
| 舰名           | 武装                  | 装甲           | 排水量                 | 推进器                                               | 成本              | 龙骨敷设 | 交付日期       | 结局                       |
| -------------- | --------------------- | -------------- | ---------------------- | ---------------------------------------------------- | ----------------- | -------- | -------------- | -------------------------- |
| 齐格弗里德号   | 3门240（9.4英寸）火炮 | 240（9.4英寸） | 3,741公噸（3,682長噸） | 2轴，2台三胀式发动机，15節（28每小時；17英里每小時） | 4,700,000马克     | 1888年   | 1890年4月29日  | 1920年拆解                 |
| 贝奥武夫号     | 3门240（9.4英寸）火炮 | 240（9.4英寸） | 3,741公噸（3,682長噸） | 2轴，2台三胀式发动机，15節（28每小時；17英里每小時） | 4,700,000马克     | 1890年   | 1892年4月1日   | 1921年拆解                 |
| 伏里施乔夫号   | 3门240（9.4英寸）火炮 | 240（9.4英寸） | 3,741公噸（3,682長噸） | 2轴，2台三胀式发动机，15節（28每小時；17英里每小時） | 4,700,000马克     | 1890年   | 1893年2月23日  | 1930年拆解                 |
| 海姆达尔号     | 3门240（9.4英寸）火炮 | 240（9.4英寸） | 3,741公噸（3,682長噸） | 2轴，2台三胀式发动机，15節（28每小時；17英里每小時） | 均价5,300,000马克 | 1891年   | 1894年4月7日   | 1921年拆解                 |
| 希尔德布兰德号 | 3门240（9.4英寸）火炮 | 240（9.4英寸） | 3,741公噸（3,682長噸） | 2轴，2台三胀式发动机，15節（28每小時；17英里每小時） | 均价5,300,000马克 | 1890年   | 1893年10月28日 | 1919年搁浅沉没，1933年爆破 |
| 哈根号         | 3门240（9.4英寸）火炮 | 240（9.4英寸） | 3,741公噸（3,682長噸） | 2轴，2台三胀式发动机，15節（28每小時；17英里每小時） | 均价5,300,000马克 | 1891年   | 1894年10月2日  | 1919年拆解                 |

## 奥丁级

1902年埃吉尔号的绘画

奥丁级原本是卡普里维计划的10艘岸防舰中的第7艘和第8艘舰，是齐格弗里德级设计方案的修改版。两者主要的区别是略有改进的装甲布局，新增一个烟囱和两根战斗桅。1888年，在两艘奥丁级海军舰艇安放龙骨之前，卡普里维的继任者，亚历山大·蒙斯海军中将下令建造4艘勃兰登堡级大型战列舰，以取代原来两艘奥丁级岸防舰，这也标志着德国岸防舰计划的终结。
两艘奥丁级舰只在1901年至1904年间被拉回船厂改进，改进方案与齐格弗里德级相同。本级舰只的服役历史与齐格弗里德级诸舰基本相同。她们入役初期就加入舰队执行海岸防卫任务，而在1914年8月战争爆发时又被再次动员起来，直到1915年8月被降级为次要职责。战争结束后，两舰都被改装为商船。奥丁号此后一直活跃在民间服务中，直到1935年退役拆解，而埃吉尔的服役生涯因1929年12月在瑞典的哥得兰岛搁浅而被迫中止。
| 舰名     | 武装                      | 装甲           | 排水量                 | 推进器                                             | 成本                     | 服役     | 服役           | 服役                            |
| 舰名     | 武装                      | 装甲           | 排水量                 | 推进器                                             | 成本                     | 龙骨敷设 | 交付日期       | 结局                            |
| -------- | ------------------------- | -------------- | ---------------------- | -------------------------------------------------- | ------------------------ | -------- | -------------- | ------------------------------- |
| 奥丁号   | 3门240（9.4英寸）口径火炮 | 240（9.4英寸） | 3,754公噸（3,695長噸） | 2轴，2台三胀式引擎，15節（28每小時；17英里每小時） | 6,500,000至6,600,000马克 | 1893年   | 1896年9月22日  | 1935年拆解                      |
| 埃吉尔号 | 3门240（9.4英寸）口径火炮 | 240（9.4英寸） | 3,754公噸（3,695長噸） | 2轴，2台三胀式引擎，15節（28每小時；17英里每小時） | 6,500,000至6,600,000马克 | 1892年   | 1896年10月15日 | 1929年12月8日搁浅，后废弃并拆解 |

## 脚注

### 引文
1. ↑  海陆空天惯性世界 2004 11M，第35頁
2. ↑  1914-1945年的海上战争，第24頁
3. 1 2  海战事典.2，第4頁
4. ↑  Sondhaus，第160–165頁
5. ↑  海战事典.2，第13頁
6. ↑  Gardiner，第242, 246頁
7. 1 2  Gröner，第10–11頁
8. 1 2 3 4 5 6 7 8  Gröner，第11–12頁
9. 1 2  Gardiner，第246頁
10. 1 2 3  Gardiner & Gray，第142頁
11. ↑  海战事典.2，第23頁
12. ↑  海战事典.2，第38頁
13. ↑  Gröner，第10–12頁
14. ↑  第三帝国海军综合事典，第68頁
15. 1 2  Sondhaus，第177頁
16. ↑  Sondhaus，第179–180頁
17. ↑  Gardiner，第247–249頁
18. ↑  Gardiner & Gray，第145–149頁
19. 1 2 3 4  海战事典.2，第7頁
20. 1 2 3 4  海战事典.2，第38頁
21. ↑  Gröner，第ix頁
22. ↑  Sondhaus，第108頁
23. ↑  辛元欧 1995，第302頁
24. ↑  Sondhaus，第165頁
25. ↑  Sondhaus，第194–195, 221頁
26. 1 2 3 4 5 6 7 8 9 10 11 12 13  Gröner，第11頁
27. ↑  海战事典.2，第8頁
28. 1 2 3 4 5 6 7 8 9 10  Gröner，第10頁
29. 1 2  海战事典.2，第15頁
30. 1 2  海战事典.2，第13頁
31. 1 2 3  海战事典.2，第19頁
32. ↑  海战事典.2，第26頁
33. 1 2  海战事典.2，第27頁
34. 1 2 3 4 5  海战事典.2，第30頁
35. 1 2 3 4  海战事典.2，第31頁
36. ↑  中国科学院编译出版委员会名词室 1963，第234頁.
37. ↑  Sondhaus，第179頁
38. ↑  Gardiner，第242頁
39. 1 2 3 4 5 6 7  Gröner，第12頁
40. 1 2 3 4 5  海战事典.2，第36頁